# Tarhan Air
Tarhan Air (zuvor Tarhan Tower Airlines) war eine türkische Charterfluggesellschaft mit Sitz in Istanbul. 

## Geschichte
Die Gesellschaft wurde als Tarhan Tower Airlines im September 2005 gegründet. Der Erstflug fand am 29. April 2006 mit einer geleasten McDonnell Douglas DC-9-81/MD-81 von Istanbul nach Eindhoven statt. Im Dezember 2007 entzog die türkische Luftfahrtaufsichtsbehörde  der Fluggesellschaft für drei Monate ihre Fluglizenz aufgrund von Wartungsproblemen. Da diese Probleme seitens Tarhan Air in dieser Zeit nicht gelöst wurden, entzog die Behörde die Lizenz dauerhaft.

## Flugziele
Zu den internationalen Zielen zählten unter anderem Stuttgart, Basel, Zürich, Jerewan und Teheran.

## Flotte
Mit Stand Dezember 2007 bestand die Flotte der Tarhan Air aus zwei Flugzeugen mit einem Durchschnittsalter von 25,8 Jahren:
- 2 McDonnell Douglas DC-9-82/MD-82 (Kennzeichen TC-TTA und TC-TTB)